# 让-保罗·贝特朗-德马纳
让-保罗·贝特朗-德马纳（法語：Jean-Paul Bertrand-Demanes，發音：[ʒɑ̃ pɔl bɛʁtʁɑ̃ dəman]；1952年5月13日—）是一名法國前職業足球運動員，司職守門員。貝特朗-德馬納在1970年代為法國國家隊上陣11次，並代表法國國家隊出戰1978年世界盃。貝特朗-德馬納整個職業生涯都在南特度過(1969–1987) 。因為他1.92米的身高很快就在南特站穩陣腳，並於1973年贏得他的第一個法甲冠軍。
在1978年世界盃期間，貝特朗-德馬納在對陣意大利和阿根廷的比賽中上陣，但在對阿根廷的比賽中脊柱撞到球門柱而不得不被替換。之後，他再也沒有為法國隊上陣。
在為南特隊上陣530多場法甲比賽後，貝特朗-德馬納於1987年退役，從此永遠離開足球界。貝特朗-德馬納在南特地區轉為經營房地產，創立一家稅務和財富諮詢機構，並於2012年退休。
2022年，So Foot雜誌將他列為法甲最佳球員前1000名，排名第62位。

## 外部鏈接
- JEAN-PAUL BERTRAND-DEMANES （页面存档备份，存于）於法國足球總會（法語）